# Хромосомные перестройки

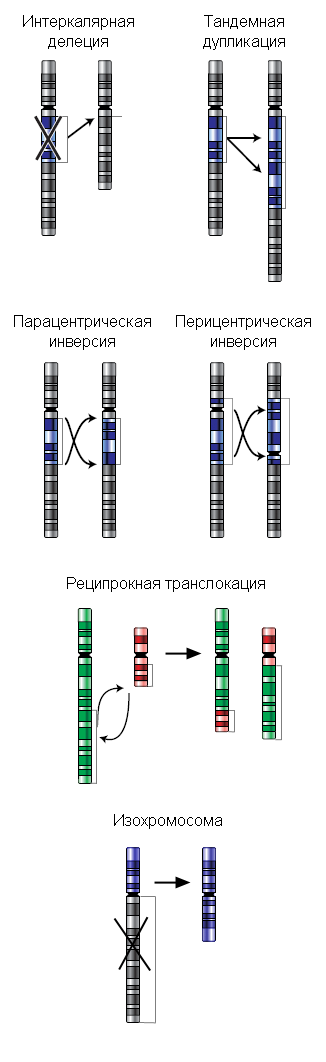
Некоторые типы хромосомных перестроек

Хромосомные перестройки (хромосомные мутации, или хромосомные аберрации) — тип мутаций, которые изменяют структуру хромосом. Классифицируют следующие виды хромосомных перестроек: делеции (утрата участка хромосомы), инверсии (изменение порядка генов участка хромосомы на обратный), дупликации (повторение участка хромосомы), транслокации (перенос участка хромосомы на другую), а также дицентрические и кольцевые хромосомы. Известны также изохромосомы, несущие два одинаковых плеча. Если перестройка изменяет структуру одной хромосомы, то такую перестройку называют внутрихромосомной (инверсии, делеции, дупликации, кольцевые хромосомы), если же двух разных, то межхромосомной (дупликации, транслокации, дицентрические хромосомы). Хромосомные перестройки подразделяют также на сбалансированные и несбалансированные. Сбалансированные перестройки (инверсии, реципрокные транслокации) не приводят к потере или добавлению генетического материала при формировании, поэтому их носители, как правило, фенотипически нормальны. Несбалансированные перестройки (делеции и дупликации) меняют дозовое соотношение генов, и, как правило, их носительство сопряжено с существенными отклонениями от нормы.
Хромосомные перестройки играют роль в эволюционном процессе и видообразовании, в нарушении фертильности, в онкологических и врождённых наследственных заболеваниях человека.

## Причины хромосомных аберраций
Основной предпосылкой для возникновения хромосомных перестроек является появление в клетке двунитевых разрывов ДНК, то есть разрывов обеих нитей спирали ДНК в пределах нескольких пар оснований. Двунитевые разрывы ДНК возникают в клетке спонтанно или под действием различных мутагенных факторов: физической (ионизирующее излучение), химической или биологической (транспозоны, вирусы) природы. Двунитевые разрывы ДНК возникают запрограммированно во время профазы I мейоза, а также при созревании Т- и B-лимфоцитов во время специфической соматической V(D)J рекомбинации. Нарушения и ошибки процесса воссоединения двунитевых разрывов ДНК приводят к появлению хромосомных перестроек.

## Классификация

### Делеции
Различают терминальные (утрата концевого участка хромосомы) и интеркалярные (утрата участка на внутреннем участке хромосомы) делеции. Если после образования делеции хромосома сохранила центромеру, она аналогично другим хромосомам передается при митозе, участки же без центромеры, как правило, утрачиваются. При конъюгации гомологичных хромосом во время мейоза у нормальной хромосомы на месте, соответствующем интеркалярной делеции у дефектной хромосомы, образуется делеционная петля, которая компенсирует отсутствие делетированного участка.
Врождённые делеции у человека редко захватывают протяженные участки хромосом, обычно такие аберрации приводят к гибели эмбриона на ранних этапах развития. Самым хорошо изученным заболеванием, обусловленным достаточно крупной делецией, является синдром кошачьего крика, описанный в 1963 году Жеромом Леженом. В его основе лежит делеция участка короткого плеча 5 хромосомы. Для больных характерен ряд отклонений от нормы: нарушение функций сердечно-сосудистой, пищеварительной систем, недоразвитие гортани (с характерным криком, напоминающим кошачье мяуканье), общее отставание развития, умственная отсталость, лунообразное лицо с широко расставленными глазами. Синдром встречается у 1 новорожденного из 50000.
Современные методы выявления хромосомных нарушений, прежде всего флуоресцентная гибридизация in situ, позволили установить связь между микроделециями хромосом и рядом врождённых синдромов. Микроделециями, в частности, обусловлены давно описанные синдром Прадера-Вилли и синдром Вильямса.

### Дупликации
Дупликации представляют собой класс перестроек, который объединяет как внутри-, так и межхромосомные перестройки. Вообще, любая дупликация — это появление дополнительной копии участка хромосомы, которая может располагаться сразу за тем районом, который дуплицирован, тогда это тандемная дупликация, либо в новом месте или в другой хромосоме. Новая копия может образовать отдельную маленькую хромосому со своими собственными теломерами и центромерой, тогда это свободная дупликация:2. Тандемные дупликации появляются в половых клетках при мейозе в результате неравного кроссинговера (в этом случае второй гомолог несет делецию) или в соматических клетках в результате неаллельной гомологичной рекомбинации при репарации двунитевого разрыва ДНК. В процессе кроссинговера у гетерозиготы при конъюгации хромосомы с тандемной дупликацией и нормальной хромосомы, как и при делеции, формируется компенсационная петля.
Практически у всех организмов в норме наблюдается множественность генов, кодирующих рРНК (рибосомальную РНК). Это явление назвали избыточностью генов. Так у E. coli на рДНК (ДНК, кодирующее рРНК) приходится 0,4 % всего генома, что соответствует 5-10 копиям рибосомальных генов.
Другой пример дупликации — мутация Bar у Drosophila, обнаруженная в 1920-х годах Т. Морганом и А. Стёртевантом. Мутация обусловлена дупликацией локуса 57.0 X-хромосомы. У нормальных самок (B+/B+) глаз имеет 800 фасеток, у гетерозиготных самок (B+/B) глаз имеет 350 фасеток, у гомозигот по мутации (B/B) — всего 70 фасеток. Обнаружены также самки с трижды повторенным геном — double Bar (BD/B+).
В 1970 году Сусуму Оно в монографии «Эволюция путём дупликации генов» разработал гипотезу об эволюционной роли дупликаций, поставляющих новые гены, не затрагивая при этом функций исходных генов. В пользу этой идеи говорит близость ряда генов по нуклеотидному составу, кодирующих разные продукты. Это трипсин и химотрипсин, гемоглобин и миоглобин и ряд других белков.

### Инверсии
Инверсией называют поворот участка хромосомы на 180°. Различают парацентрические (инвертированный фрагмент лежит по одну сторону от центромеры) и перицентрические (инвертированный фрагмент лежит по разные стороны от центромеры) инверсии. При инверсиях не происходит потери генетического материала, поэтому инверсии, как правило, не влияют на фенотип носителя. Однако, если у гетерозигот по инверсиям (то есть у организма, несущего как нормальную хромосому, так и хромосому с инверсией) в процессе гаметогенеза при мейозе происходит кроссинговер в пределах инвертированного участка, то существует вероятность формирования аномальных хромосом, что в свою очередь может привести к частичной элиминации половых клеток, а также формировании гамет с несбалансированным генетическим материалом.
Более 1 % человеческой популяции являются носителями перицентрической инверсии в 9 хромосоме, которую считают вариантом нормы.

### Транслокации

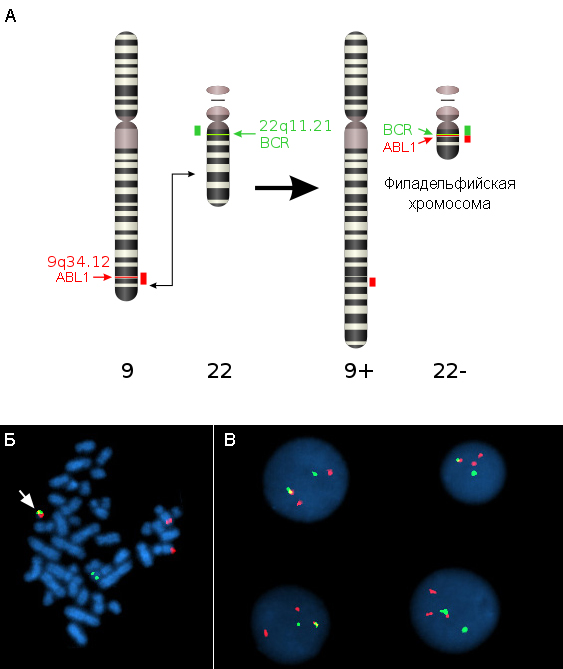
Детекция филадельфийской хромосомы при помощи флуоресцентной гибридизации in situ

Транслокации представляют собой межхромосомную перестройку, при которой происходит перенос участка одной хромосомы на другую. Отдельно выделяют реципрокные транслокации (когда две негомологичные хромосомы обмениваются участками) и робертсоновские транслокации, или центрические слияния (при этом две негомологичные акроцентрические хромосомы объединяются в одну с утратой материала коротких плеч). Первым центрические слияния описал американец У. Робертсон (W. R. B. Robertson) в 1916 году, сравнивая кариотипы близких видов саранчовых.
Реципрокные транслокации не сопровождаются утратой генетического материала, их также называют сбалансированными транслокациями, они, как правило, не проявляются фенотипически. Однако, у носителей реципрокных транслокаций половина гамет несёт несбалансированный генетический материал, что приводит к снижению фертильности, повышенной вероятности спонтанных выкидышей и рождения детей с врождёнными аномалиями. Частота гетерозигот по реципрокным транслокациям оценивается как 1 на 600 супружеских пар. Реальный риск рождения детей с несбалансированным кариотипом определяется характером реципрокной транслокации (спецификой хромосом, вовлеченных в перестройку, размерами транслоцированных сегментов) и может достигать 40 %.
Примером реципрокной транслокации может служить транслокация типа «филадельфийская хромосома» (Ph) между хромосомами 9 и 22. В 95 % случаев именно эта мутация в гемопоэтических клетках-предшественниках является причиной хронического миелобластного лейкоза. Эту перестройку описали П. Новелл (P. Nowell) и Д. Хангерфорд (D. Hungerford) в 1960 году и назвали в честь города в США, где оба работали. В результате этой транслокации ген ABL1 из хромосомы 9 объединяется с геном BCR хромосомы 22. Активность нового химерного белка приводит к нечувствительности клетки к воздействию факторов роста и вызывает её безудержное деление.
Робертсоновские транслокации являются одним из наиболее распространенных типов врождённых хромосомных аномалий у человека. По некоторым данным, их частота составляет 1:1000 новорожденных. Их носители фенотипически нормальны, однако у них существует риск самопроизвольных выкидышей и рождения детей с несбалансированным кариотипом, который существенно варьирует в зависимости от хромосом, вовлеченных в слияние, а также от пола носителя. Большинство Робертсоновских транслокаций (74 %) затрагивают хромосомы 13 и 14. В структуре обращаемости на пренатальную диагностику лидерами оказываются носители der(13;14) и der(14;21):1. Последний случай, а именно, Робертсоновская транслокация с участием хромосомы 21 приводит к так называемому «семейному» (наследуемому) синдрому Дауна.
Робертсоновские транслокации, возможно, являются причиной различий между числом хромосом у близкородственных видов. Показано, что различные виды дрозофилы имеют от 3 до 6 хромосом. Робертсоновские транслокации привели к появлению в Европе нескольких видов-двойников (хромосомные расы) у мышей группы видов Mus musculus, которые, как правило, географически изолированы друг от друга. Набор и, как правило, экспрессия генов при робертсоновских транслокациях не изменяются, поэтому виды практически неотличимы внешне. Однако они имеют разные кариотипы, а плодовитость при межвидовых скрещиваниях резко понижена.

### Изохромосомы
Изохромосомы состоят из двух копий одного плеча хромосомы, соединенных центромерой таким образом, что плечи образовавшейся хромосомы представляют собой зеркальные «отражения» друг друга. В определенном смысле изохромосома представляет собой гигантскую инвертированную дупликацию размером с целое плечо и делецию другого плеча. Пациенты с 46 хромосомами, из которых одна представляет собой изохромосому, являются моносомиками по генам утраченного хромосомного плеча и трисомиками по генам, присутствующим в изохромосоме. Если изохромосома является добавочной, то данный пациент является тетрасомиком по генам, представленным в изохромосоме. В целом, чем меньше изохромосома, тем меньше генетический дисбаланс, и тем более вероятно выживание плода или ребенка с такой перестройкой. Следовательно, не удивительно, что наиболее частые из описанных случаев аутосомных изохромосом вовлекают хромосомы с маленькими плечами. Некоторые из наиболее частых участников формирования изохромосом — это короткие плечи хромосом 5, 8, 12, 18.
Для объяснения возникновения изохромосом можно предположить два механизма: (1) вследствие аномального поперечного разделения центромеры при делении клетки или (2) в результате неправильного слияния концов изохроматидного разрыва, образовавшегося в прицентромерной области:2.

## Хромосомные аберрации и мутагенные воздействия
Мутагенные воздействия, вызывающие двунитевые разрывы ДНК, приводят к появлению хромосомных перестроек в клетках. Самым хорошо охарактеризованным мутагеном, индуцирующим хромосомные аберрации, является ионизирующее излучение. Родоначальником радиационной цитогенетики считается Карл Сакс, чья фундаментальная работа «Chromosome Aberrations Induced by X-Rays» была опубликована в 1938 году. Для классификации радиоиндуцированных хромосомных нарушений создана собственная классификация аберраций, которая лишь частично совпадает с классификацией, используемой в медицинской генетике. В этой классификации выделяют аберрации хромосомного и хроматидного типа, которые, в свою очередь, могут быть обменными и простыми, стабильными и нестабильными. Тип хромосомных аберраций в значительной степени обусловлен фазой клеточного цикла, на котором находилась клетка в момент облучения.
При облучении клеток на стадии G0-G1 клеточного цикла в метафазах затем наблюдают аберрации хромосомного типа. Наиболее характерными среди них являются так называемые обменные хромосомные аберрации, а именно: дицентрические и кольцевые хромосомы, образующиеся в результате неправильного воссоединения двунитевых разрывов ДНК. Дицентрические и кольцевые хромосомы, как правило, сопровождаются фрагментом хромосомы, не содержащем центромеры, т. н. хромосомным ацентрическим фрагментом. К обменным аберрациям хромосомного типа относятся и транслокации. Нерепарированные двунитевые разрывы ДНК приводит к делециям хромосом и формированию ацентрических хромосомных фрагментов, которые можно наблюдать в ближайшем митозе. Дицентрики, кольца и ацентрические фрагменты плохо передаются в череде клеточных делений и в делящихся клетках со временем исчезают, поэтому их относят к нестабильным хромосомным перестройкам. Транслокации, не приводящие к потере генетического материала, беспрепятственно передаются дочерним клеткам в митозе, поэтому их классифицируют как стабильные аберрации.
Если облучение вызвало появление двунитевого разрыва ДНК в участке хромосомы, уже прошедшем удвоение в процессе репликации в S-фазе клеточного цикла, то это может привести к образованию аберраций хроматидного типа. Наиболее типичными аберрациями хроматидного типа являются тетрарадиалы (обменные аберрации, возникающие в процессе неправильно соединения двух двунитевых разрывов ДНК, находящихся на хроматидах разных хромосомах) и хроматидные фрагменты (нерепарированный двунитевой разрыв ДНК).
Дицентрики и кольца, а также некоторые обменные аберрации хроматидного типа часто приводят к формированию «мостов» в анафазе митоза, которые можно детектировать при помощи ана-телофазного метода анализа хромосомных аберраций.
Для частоты радиоиндуцированных хромосомных аберраций характерна строгая зависимость от дозы, мощности и характера ионизирующего излучения, что позволило создать цитогенетические методы биологической дозиметрии.
Анализ хромосомных перестроек в культурах клеток после различных физических или химических воздействий дают возможность исследовать мутагенность этих воздействий.

## Методы детекции хромосомных перестроек
Хромосомные перестройки впервые были обнаружены у дрозофил при помощи генетического анализа. В некоторых скрещиваниях соотношение числа потомков в разных классах сильно отличалось от ожидаемого, и это объяснили наличием перестроек в хромосомах родителей. Делеции, дупликации и транслокации обнаружил К. Бриджес в 1916, 1919 и 1923 годах, соответственно. Первую инверсию описал Алфред Стёртевант в 1921 году, сравнивая порядок генов в хромосоме 3 у D. melanogaster и D. simulans.
Первые цитологические наблюдения хромосомных перестроек были сделаны на политенных хромосомах слюнных желез дрозофилы. Лишь спустя некоторое время хромосомные перестройки были показаны на митотических хромосомах:1.
Цитологически хромосомные перестройки могут быть выявлены также в профазе первого деления мейоза на стадии пахитены благодаря синапсису гомологичных участков хромосом. Подобный анализ был впервые проведён Барбарой Мак-Клинток в 1930 году при изучении транслокации у кукурузы.
В медицинской генетике хромосомные перестройки выявляют и анализируют при помощи цитогенетических методов, наиболее часто анализ хромосомных перестроек проводят цитологически на стадии метафазы. Самым распространенным и доступным цитогенетическим методом является метод дифференциальной G-окраски хромосом (G-бэндинг). С конца 1980-х годов для выявления хромосомных перестроек применяют метод флуоресцентной гибридизации in situ с использованием ДНК-проб к отдельным хромосомам или хромосомным локусам.
Одним из наиболее точных методов обнаружения небольших дупликаций и делеций в настоящее время является метод сравнительной геномной гибридизации на препаратах метафазных хромосом или ДНК-микрочипах. Дупликации и делеции могут быть выявлены и при полногеномном SNP-генотипировании. Два последних метода не позволяют выявлять сбалансированные хромосомные перестройки и, в отличие от других цитогенетических методов, не позволяют проводить анализ хромосомных аберраций на уровне отдельной клетки, то есть являются нечувствительными для случаев мозаицизма.